# Rot-Weiss Essen 1994-1995
Questa voce raccoglie le informazioni riguardanti il Rot-Weiss Essen nelle competizioni ufficiali della stagione 1994-1995.

## Stagione
Nella stagione 1994-1995 il Rot Weiss Essen, allenato da Wolfgang Frank e Roman Geszlecht, concluse il campionato di Regionalliga ovest-Sudovest al 4º posto. In Coppa di Germania il Rot Weiss Essen fu eliminato al primo turno dal Bochum.

## Rosa
| N. |                     | Ruolo | Calciatore         |
| -- | ------------------- | ----- | ------------------ |
| 2  | Germania (bandiera) | D     | Ingo Pickenäcker   |
| 3  | Germania (bandiera) | D     | Kristian Zedi      |
| 8  | Germania (bandiera) | C     | Christian Schreier |
| 9  | Germania (bandiera) | A     | Wolfram Klein      |
| 12 | Germania (bandiera) | C     | Robert Ratkowski   |
| 13 | Germania (bandiera) | C     | Jürgen Margref     |
| 15 | Germania (bandiera) | C     | Dirk Helmig        |
| 17 | Germania (bandiera) | A     | Oliver Grein       |
| 20 | Germania (bandiera) | P     | Marc Petrick       |
|    | Germania (bandiera) | P     | Jochen Gramse      |
|    | Croazia (bandiera)  | P     | Zoran Zeljko       |
|    | Germania (bandiera) | D     | Helmut Gabriel     |

| N. |                     | Ruolo | Calciatore        |
| -- | ------------------- | ----- | ----------------- |
|    | Germania (bandiera) | D     | Roman Geszlecht   |
|    | Germania (bandiera) | D     | Mathias Jack      |
|    | Germania (bandiera) | D     | Willi Landgraf    |
|    | Germania (bandiera) | D     | Marc Schweiger    |
|    | Germania (bandiera) | D     | Marc Staubert     |
|    | Germania (bandiera) | C     | Christian Dondera |
|    | Germania (bandiera) | C     | Harald Kügler     |
|    | Germania (bandiera) | C     | Thomas Pröpper    |
|    | Germania (bandiera) | C     | Adrian Spyrka     |
|    | Germania (bandiera) | A     | Stefan Thiele     |
|    | Germania (bandiera) | A     | Jürgen Wegmann    |

## Organigramma societario
Area tecnica
- Allenatore: Roman Geszlecht
- Allenatore in seconda:
- Preparatore dei portieri:
- Preparatori atletici:
- Analisi video:

## Calciomercato

### Sessione estiva
| Acquisti | Acquisti           | Acquisti             | Acquisti |
| R.       | Nome               | da                   | Modalità |
| -------- | ------------------ | -------------------- | -------- |
| D        | Helmut Gabriel     | Lokomotive Lipsia    |          |
| C        | Dirk Helmig        | Bochum               |          |
| A        | Wolfram Klein      | Wuppertal            |          |
| D        | Willi Landgraf     | Homburg              |          |
| C        | Thomas Pröpper     | Wuppertal            |          |
| C        | Christian Schreier | Paderborn            |          |
| A        | Stefan Thiele      | Borussia Dortmund II |          |
| P        | Zoran Zeljko       | Duisburg             |          |

| Cessioni | Cessioni        | Cessioni           | Cessioni |
| R.       | Nome            | a                  | Modalità |
| -------- | --------------- | ------------------ | -------- |
| A        | Daouda Bangoura | Paderborn          |          |
| A        | Olivier Djappa  | Borussia Fulda     |          |
| D        | Frank Kontny    | Schwarz-Weiß Essen |          |
| P        | Frank Kurth     | Wattenscheid 09    |          |
| C        | Jörg Lipinski   | Fortuna Colonia    |          |
| C        | Robert Reichert | Paderborn          |          |
| C        | Thomas Thiel    | Wuppertal          |          |
| A        | Heiko Ueding    | Verl               |          |
| C        | Mirko Vogt      | Paderborn          |          |
| A        | Jens Wittke     | Gütersloh          |          |
| D        | Rudolf Zedi     | Schwarz-Weiß Essen |          |

## Risultati

### Regionalliga

#### Girone di andata
| Arbitro: | Werthmann |

|             |           |          |
| Kindgen 19’ | Marcatori | 12’ Jack |

| Arbitro: | Domurat |

|                      |           |                          |
| Klein 22’ Helmig 81’ | Marcatori | 51’ Singer 84’ Schächter |

| Arbitro: | Aust |

|               |           |            |
| Kornmaier 36’ | Marcatori | 31’ Helmig |

| Arbitro: | Hotop |

|           |           |  |
| Grein 57’ | Marcatori |  |

| Arbitro: | Eli |

|  |           |              |
|  | Marcatori | 38’ Schreier |

| Arbitro: | Schräer |

|                          |           |             |
| Grein 55’, 82’ Klein 89’ | Marcatori | 68’ Langers |

| Arbitro: | Webers |

|  |           |                                         |
|  | Marcatori | 32’, 70’ Helmig 47’ Landgraf 75’ Spyrka |

| Arbitro: | Kestermann |

|            |           |  |
| Kügler 34’ | Marcatori |  |

| Arbitro: | Müller |

|  |           |             |
|  | Marcatori | 50’ Pröpper |

| Arbitro: | Friedrichs |

|                                                                |           |  |
| Petersen 27’ (aut.) Klein 36’, 77’ Pröpper 45’ Helmig 65’, 85’ | Marcatori |  |

| Arbitro: | Liedtke |

|                                              |           |  |
| Pröpper 2’ Helmig 15’ Klein 17’ Schreier 55’ | Marcatori |  |

| Arbitro: | Aust |

|              |           |  |
| Reichert 65’ | Marcatori |  |

| Arbitro: | Steinborn |

|               |           |          |
| Ratkowski 31’ | Marcatori | 75’ Serr |

| Arbitro: | Eli |

|          |           |            |
| Flür 88’ | Marcatori | 10’ Spyrka |

| Arbitro: | Schumacher |

|             |           |  |
| Wegmann 71’ | Marcatori |  |

| Arbitro: | Berg |

|                      |           |                   |
| Straka 86’ Klauß 90’ | Marcatori | 48’, 64’ Schreier |

| Arbitro: | Fandel |

|                   |           |  |
| Schreier 20’, 27’ | Marcatori |  |

#### Girone di ritorno
| Arbitro: | Schäfer |

|                         |           |                |
| Schreier 45’ Helmig 48’ | Marcatori | 47’ Lämmermann |

| Arbitro: | Werthmann |

|              |           |            |
| Burkhart 26’ | Marcatori | 16’ Helmig |

| Arbitro: | Müller |

|            |           |                   |
| Pröpper 4’ | Marcatori | 85’ Kotziampassis |

| Arbitro: | Dardenne |

|                                            |           |  |
| Eck 12’ Bode 51’ von Heesen 77’ Tumani 90’ | Marcatori |  |

| Arbitro: | Gettke |

|                    |           |  |
| Jack 39’ Klein 60’ | Marcatori |  |

| Arbitro: | Hülsenbeck |

|                             |           |           |
| Böttcher 36’ Zimmermann 61’ | Marcatori | 49’ Klein |

| Arbitro: | Schütz |

|            |           |           |
| Spyrka 83’ | Marcatori | 78’ Milde |

| Arbitro: | Clemens |

|  |           |                       |
|  | Marcatori | 13’ Gabriel 51’ Klein |

| Arbitro: | Gerber |

|                                 |           |                                   |
| Klein 3’, 14’, 82’ Schreier 25’ | Marcatori | 17’ Schmidt 69’ Gerlach 76’ Lunga |

| Arbitro: | Dellwing |

|  |           |                                                     |
|  | Marcatori | 8’ Landgraf 44’, 53’ Klein 63’ Wegmann 76’ Schreier |

| Arbitro: | Hotop |

|  |           |                   |
|  | Marcatori | 43’ (rig.) Spyrka |

| Arbitro: | Berg |

|                       |           |  |
| Wegmann 26’ Klein 78’ | Marcatori |  |

| Arbitro: | Schneider |

|                      |           |             |
| Wich 10’ Weissen 76’ | Marcatori | 82’ Wegmann |

| Arbitro: | Dellwing |

|                        |           |                                  |
| Schreier 57’ Klein 60’ | Marcatori | 17’ Jansen 58’ Hamár 90’ Vengels |

| Arbitro: | Dardenne |

|                                           |           |                    |
| Muchka 19’ (rig.), 34’, 80’ Heinsdorf 61’ | Marcatori | 42’ Jack 78’ Grein |

| Arbitro: | Werthmann |

|           |           |                          |
| Grein 86’ | Marcatori | 50’, 72’ Weber 65’ Sturm |

| Arbitro: | Steinborn |

|                                               |           |                   |
| Meinke 14’, 87’ Orkas 28’ Vier 55’ Ueding 58’ | Marcatori | 4’ Klein 68’ Zedi |

### Coppa di Germania
| Arbitro: | Kasper |

|  |           |                                 |
|  | Marcatori | 112’ Hubner 115’ (rig.) Wegmann |

## Statistiche

### Statistiche di squadra
| Competizione                | Punti | In casa | In casa | In casa | In casa | In casa | In casa | In trasferta | In trasferta | In trasferta | In trasferta | In trasferta | In trasferta | Totale | Totale | Totale | Totale | Totale | Totale | DR  |
| Competizione                | Punti | G       | V       | N       | P       | Gf      | Gs      | G            | V            | N            | P            | Gf           | Gs           | G      | V      | N      | P      | Gf     | Gs     | DR  |
| --------------------------- | ----- | ------- | ------- | ------- | ------- | ------- | ------- | ------------ | ------------ | ------------ | ------------ | ------------ | ------------ | ------ | ------ | ------ | ------ | ------ | ------ | --- |
| Regionalliga ovest-Sudovest | 60    | 17      | 11      | 4       | 2       | 36      | 16      | 17           | 6            | 5            | 6            | 26           | 24           | 34     | 17     | 9      | 8      | 62     | 40     | +22 |
| Coppa di Germania           | -     | 1       | 0       | 0       | 1       | 0       | 2       | 0            | 0            | 0            | 0            | 0            | 0            | 1      | 0      | 0      | 1      | 0      | 2      | -2  |
| Totale                      | 60    | 18      | 11      | 4       | 3       | 36      | 18      | 17           | 6            | 5            | 6            | 26           | 24           | 35     | 17     | 9      | 9      | 62     | 42     | +20 |

### Andamento in campionato
| Giornata  | 1 | 2 | 3  | 4 | 5 | 6 | 7 | 8 | 9 | 10 | 11 | 12 | 13 | 14 | 15 | 16 | 17 | 18 | 19 | 20 | 21 | 22 | 23 | 24 | 25 | 26 | 27 | 28 | 29 | 30 | 31 | 32 | 33 | 34 |
| --------- | - | - | -- | - | - | - | - | - | - | -- | -- | -- | -- | -- | -- | -- | -- | -- | -- | -- | -- | -- | -- | -- | -- | -- | -- | -- | -- | -- | -- | -- | -- | -- |
| Luogo     | T | C | T  | C | T | C | T | C | T | C  | C  | T  | C  | T  | C  | T  | C  | C  | T  | C  | T  | C  | T  | C  | T  | C  | T  | T  | C  | T  | C  | T  | C  | T  |
| Risultato | N | N | N  | V | V | V | V | V | V | V  | V  | P  | N  | N  | V  | N  | V  | V  | N  | N  | P  | V  | P  | N  | V  | V  | V  | V  | V  | P  | P  | P  | P  | P  |
| Posizione | 6 | 8 | 10 | 9 | 6 | 3 | 2 | 2 | 1 | 1  | 1  | 1  | 1  | 1  | 1  | 2  | 1  | 1  | 1  | 1  | 3  | 2  | 3  | 3  | 3  | 2  | 2  | 2  | 1  | 2  | 2  | 2  | 2  | 4  |

Legenda:

Luogo: C = Casa; T = Trasferta. Risultato: V = Vittoria; N = Pareggio; P = Sconfitta.

### Statistiche dei giocatori
| Giocatore      | Regionalliga | Regionalliga | Regionalliga | Regionalliga | Coppa di Germania | Coppa di Germania | Coppa di Germania | Coppa di Germania | Totale   | Totale | Totale      | Totale     |
| Giocatore      | Presenze     | Reti         | Ammonizioni  | Espulsioni   | Presenze          | Reti              | Ammonizioni       | Espulsioni        | Presenze | Reti   | Ammonizioni | Espulsioni |
| -------------- | ------------ | ------------ | ------------ | ------------ | ----------------- | ----------------- | ----------------- | ----------------- | -------- | ------ | ----------- | ---------- |
| C. Dondera     | 18           | 0            | 1            | 0            | 1                 | 0                 | 0                 | 0                 | 19       | 0      | 1           | 0          |
| H. Gabriel     | 26           | 1            | 0            | 1            | 0                 | 0                 | 0                 | 0                 | 26       | 1      | 0           | 1          |
| R. Geszlecht   | 17           | 0            | 3            | 0            | 1                 | 0                 | 1                 | 0                 | 18       | 0      | 4           | 0          |
| J. Gramse      | 1            | 0            | 0            | 0            | 0                 | 0                 | 0                 | 0                 | 1        | 0      | 0           | 0          |
| O. Grein       | 17           | 5            | 1            | 0            | 1                 | 0                 | 1                 | 0                 | 18       | 5      | 2           | 0          |
| D. Helmig      | 34           | 9            | 2            | 1            | 1                 | 0                 | 0                 | 0                 | 35       | 9      | 2           | 1          |
| M. Jack        | 31           | 3            | 11           | 4            | 0                 | 0                 | 0                 | 0                 | 31       | 3      | 11          | 4          |
| W. Klein       | 26           | 16           | 0            | 0            | 0                 | 0                 | 0                 | 0                 | 26       | 16     | 0           | 0          |
| H. Kügler      | 6            | 1            | 0            | 2            | 1                 | 0                 | 1                 | 0                 | 7        | 1      | 1           | 2          |
| W. Landgraf    | 32           | 2            | 7            | 1            | 1                 | 0                 | 0                 | 0                 | 33       | 2      | 7           | 1          |
| J. Margref     | 8            | 0            | 0            | 0            | 0                 | 0                 | 0                 | 0                 | 8        | 0      | 0           | 0          |
| M. Petrick     | 3            | 0            | 0            | 0            | 0                 | 0                 | 0                 | 0                 | 3        | 0      | 0           | 0          |
| I. Pickenäcker | 13           | 0            | 0            | 1            | 0                 | 0                 | 0                 | 0                 | 13       | 0      | 0           | 1          |
| T. Pröpper     | 33           | 4            | 4            | 0            | 1                 | 0                 | 0                 | 0                 | 34       | 4      | 4           | 0          |
| R. Ratkowski   | 28           | 1            | 0            | 1            | 1                 | 0                 | 1                 | 0                 | 29       | 1      | 1           | 1          |
| C. Schreier    | 33           | 10           | 1            | 0            | 1                 | 0                 | 1                 | 0                 | 34       | 10     | 2           | 0          |
| M. Schweiger   | 3            | 0            | 0            | 0            | 0                 | 0                 | 0                 | 0                 | 3        | 0      | 0           | 0          |
| A. Spyrka      | 32           | 4            | 2            | 0            | 1                 | 0                 | 1                 | 0                 | 33       | 4      | 3           | 0          |
| M. Staubert    | 1            | 0            | 0            | 0            | 1                 | 0                 | 0                 | 1                 | 2        | 0      | 0           | 1          |
| S. Thiele      | 5            | 0            | 0            | 0            | 0                 | 0                 | 0                 | 0                 | 5        | 0      | 0           | 0          |
| J. Wegmann     | 15           | 4            | 0            | 0            | 0                 | 0                 | 0                 | 0                 | 15       | 4      | 0           | 0          |
| K. Zedi        | 25           | 1            | 3            | 0            | 1                 | 0                 | 0                 | 0                 | 26       | 1      | 3           | 0          |
| Z. Zeljko      | 31           | 0            | 0            | 0            | 1                 | 0                 | 0                 | 0                 | 32       | 0      | 0           | 0          |